# Maïssade
Maïssade, in creolo haitiano Mayisad, è un comune di Haiti facente parte dell'arrondissement di Hinche nel dipartimento del Centro.
L'economia locale si basa sulla coltivazione di canna da zucchero e caffè e sul cotone.